# Discorsi sul sale e sul ferro
I Discorsi sul sale e sul ferro (cinese: 鹽鐵論T, Yán Tiě LùnP) sono una raccolta di testi storici relativi al dibattito sulla politica di Stato, tenutosi alla corte imperiale cinese sotto la Dinastia Han nell'81 a.C.
L'Imperatore Wu aveva sovvertito le politiche del laissez-faire dei suoi predecessori ed imposto un'ampia varietà di interventi statali come l'applicazione di monopolio alle imprese del sale e del ferro, schemi di stabilizzazione del prezzo (calmiere) e tasse sul capitale. Queste azioni avevano scatenato un acceso dibattito sulle politiche seguite dall'imperatore. Dopo la sua morte, durante il regno di Zhao of Han, il reggente Huo Guang convocava tutti gli studiosi dell'impero a riunirsi nella capitale, Chang'an, per discutere le politiche economiche che lo Stato avrebbe dovuto seguire.
Caratterizzarono il dibattito due fazioni contrapposte, riformisti e modernisti. I riformisti erano per lo più studiosi confuciani antagonisti delle politiche dell'imperatore Wu; volevano l'abolizione dei monopoli su sale e ferro, l'interruzione del calmieraggio e un taglio sulla spesa pubblica per ridurre la pressione sui cittadini. I modernisti appoggiavano il perpetrare delle politiche dell'imperatore Wu in modo che i proventi di scambi privati si riversassero nelle casse statali per finanziare una campagna di colonizzazione/espansione a Nord ed Ovest.
I risultati di queste discussioni non diedero ragione assoluta a nessuna delle due fazioni infatti, sebbene le idee moderniste vennero seguite dalla maggioranza degli Han Occidentali dopo l'imperatore Wu, i riformisti abrogarono alcune leggi sotto la dinastia Han Orientale, per esempio salvando dalla morsa del monopolio statale il conio della moneta.

## Antefatto
I discorsi sul sale e sul ferro furono scritti in un periodo agitato, l'imperatore precedente aveva cambiato radicalmente la politica rispetto ai suoi predecessori.
Da una politica del laissez-faire e di pacificazione con le vicine tribù Xiongnu, Wu iniziò a nazionalizzare il conio, il sale ed il ferro per pagare importanti azioni militari contro gli Xiongnu che costituivano una minaccia per l'impero.
Tuttavia dopo il successo delle campagne militari le nuove politiche causarono la bancarotta di molti mercanti ed imprenditori, causando malcontento popolare e anche rivolte.
Alla morte dell'imperatore Wu il reggente Huo Guang istituì una commissione per discutere sul fatto di continuare o meno le politiche di Wu.

### Politiche dei primi Han
I primi imperatori Han, attuando il principio taoista del Wu wei (無為), letteralmente non far niente perseguirono una politica del laissez-faire.

### Politiche dell'imperatore Wu
L'imperatore Wu degli Han (141-87 a.C.) vedeva invece le grandi industrie private come un pericolo per lo stato, deviando la lealtà della popolazione.
Nazionalizzando il commercio del sale e del ferro questo pericolo non solo venne eliminato, ma si trasformò pure in grandi profitti per lo stato.